# Cynorkis purpurea
Cynorkis purpurea là một loài thực vật có hoa trong họ Lan. Loài này được (Thouars) Kraenzl. mô tả khoa học đầu tiên năm 1898.